# Раджиндра Кемпбелл
Раджиндра Кемпбелл (англ. Rajindra Campbell; нар. 29 лютого 1996) — ямайський легкоатлет, який спеціалізується у штовханні ядра.

## Спортивні досягнення
Бронзовий олімпійський призер зі штовхання ядра (2024).
Фіналіст (8-е місце) змагань зі штовхання ядра на Панамериканських іграх (2023).
Чемпіон Ямайки зі штовхання ядра (2023, 2024).
Рекордсмен Ямайки зі штовхання ядра.